# 西本ヒカル
西本 ヒカル（にしもと  ひかる、1999年〈平成11年〉12月31日 - ）は、日本のグラビアアイドル、女優。熊本県出身。アーティストハウス・ピラミッド所属。女性アイドルグループ「sherbetNEO」の元メンバー。

## 略歴
高校3年時に、ワタナベエンターテインメントのオーディションで審査員賞を受賞。高校卒業後上京し、ワタナベエンターテイメントカレッジに学費全額免除で通い、首席で卒業。卒業後は株式会社NAVYに所属。この時期に、後述のハリウッド映画への出演を果たす。
2021年6月19日、 女性アイドルグループ「sherbet」の姉妹グループ「sherbetNEO」候補生Aチームに加入しお披露目された。
2021年7月27日、同年8月2日に行われる定期公演より「sherbetNEO」の正規メンバーとして活動していくと発表。担当カラーは、黄色。
2021年9月19日、同年9月27日の定期公演を最後に「sherbetNEO」での活動辞退を発表。
2023年1月10日、自身のSNSを更新し、アーティストハウス・ピラミッドに所属することを報告した。

## 人物
- 趣味は、映画鑑賞[14]。特に洋画が好き[3]。
- 特技は、剣道（初段）、バレーボール（10年）、Y字バランス、裁縫、人を笑顔にすること[2][6]。
- 芸能界デビューのきっかけは、小学2年生の時に映画『ハリーポッター』を見て衝撃を受け、芸能界に興味を持ったため[7]。前述の趣味特技に挙げた剣道や着付けは芝居に役立ちそうと始めたものである[8]。実際、この和の特技がオーディションで評価されハリウッド映画『プリズナー・オブ・ゴーストランド』出演に至った。芸能活動半年で夢が叶い、出演後しばらくは次の目標が分からなくなってしまったという[8]。

## 作品

### イメージビデオ
- 初めてのグラビア（2020年5月22日、竹書房）[15][16]
- 真夏のヒカリ（2020年11月20日、イーネット・フロンティア）[17][18]
- 大人になんかならないで（2021年4月20日、ラインコミュニケーションズ）[19][20]
- ヒカルのキモチ（2021年9月24日、エスデジタル）[21][22]
- 微熱時代（2023年6月23日、竹書房）[23]
- 誘惑天使（2023年9月27日、スパイスビジュアル）[24][25]
- 誰かの彼女（2023年12月26日、エアーコントロール）[26]
- 誰かのものにならないで（2024年3月20日、ラインコミュニケーションズ）[27][28]
- Innocent（2024年6月26日、スパイスビジュアル）[29]
- ファーストラブを、もういちど。（2024年9月20日、ラインコミュニケーションズ）[30]
- 笑顔の魔法（2025年6月25日、スパイスビジュアル）[31]

### デジタル写真集
- 凛とキュートに、ひかる。（2023年8月7日、集英社［週プレ PHOTO BOOK］、撮影：栗山秀作）[32]
- 光るカラダ、君へ届け（2024年8月30日、小学館［週刊ポストデジタル写真集］、撮影：藤本和典）[33]
- ボインバンバンボン！（2024年8月30日、小学館［週刊ポストデジタル写真集］、撮影：藤本和典）共演：白川愛梨[34]

## 出演

### テレビドラマ
- 死にたい夜にかぎって（2020年2月、毎日放送）
- ミステリと言う勿れ 第1話（2022年1月10日、フジテレビ）

### 映画
- プリズナーズ・オブ・ゴーストランド（2021年10月8日） - 亡霊 役[35]
- それぞれの花（2022年11月4日） - 百子 役

### 舞台
- DIAT1600Freshプロデュース公演
- Hanauma～聖者達のミステリーツアー（2019年5月、しもきたDAWN） - フォース 役
- 慟哭×無慈悲な光（2023年6月13日 - 18日、高田馬場ラビネスト）

### ラジオ
- 岡本洋一のシネマシネマスクエア（2020年、レインボータウンFM）
- GIRLS♥GIRLS♥GIRLS =RED ZONE= sherbetNEOの＃ねおらじ（2021年7月7日 - 12月29日、FM FUJI）

### イベント
- KANSAI COLLECTION 2023 AUTUMN&WINTER（2023年8月6日、京セラドーム大阪）[36][37]

### CM
- 日本郵政
- バークレーハウス WEB広告「留学したガールが1カ月IELTS対策講座に通ってみた編」（2019年）
- マッチングアプリタップル（2020年）

### MV
- Anly『愛情不足feat.Rude-a』（2019年12月）